# Feuerpatsche

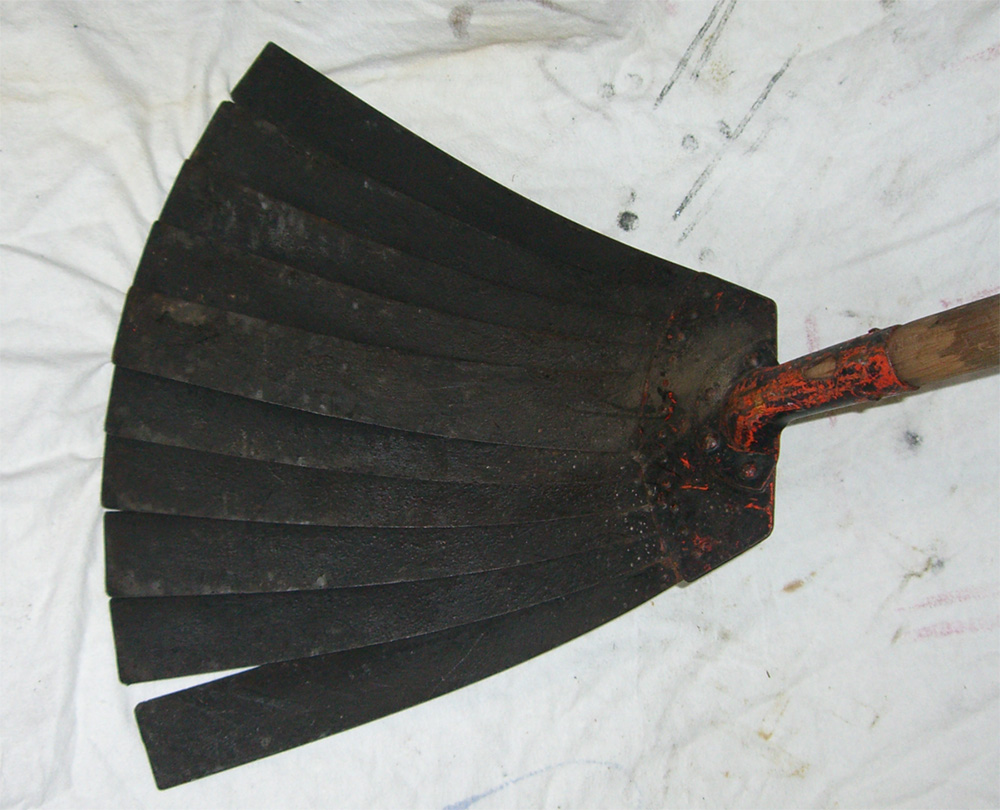
Feuerpatsche aus Metall

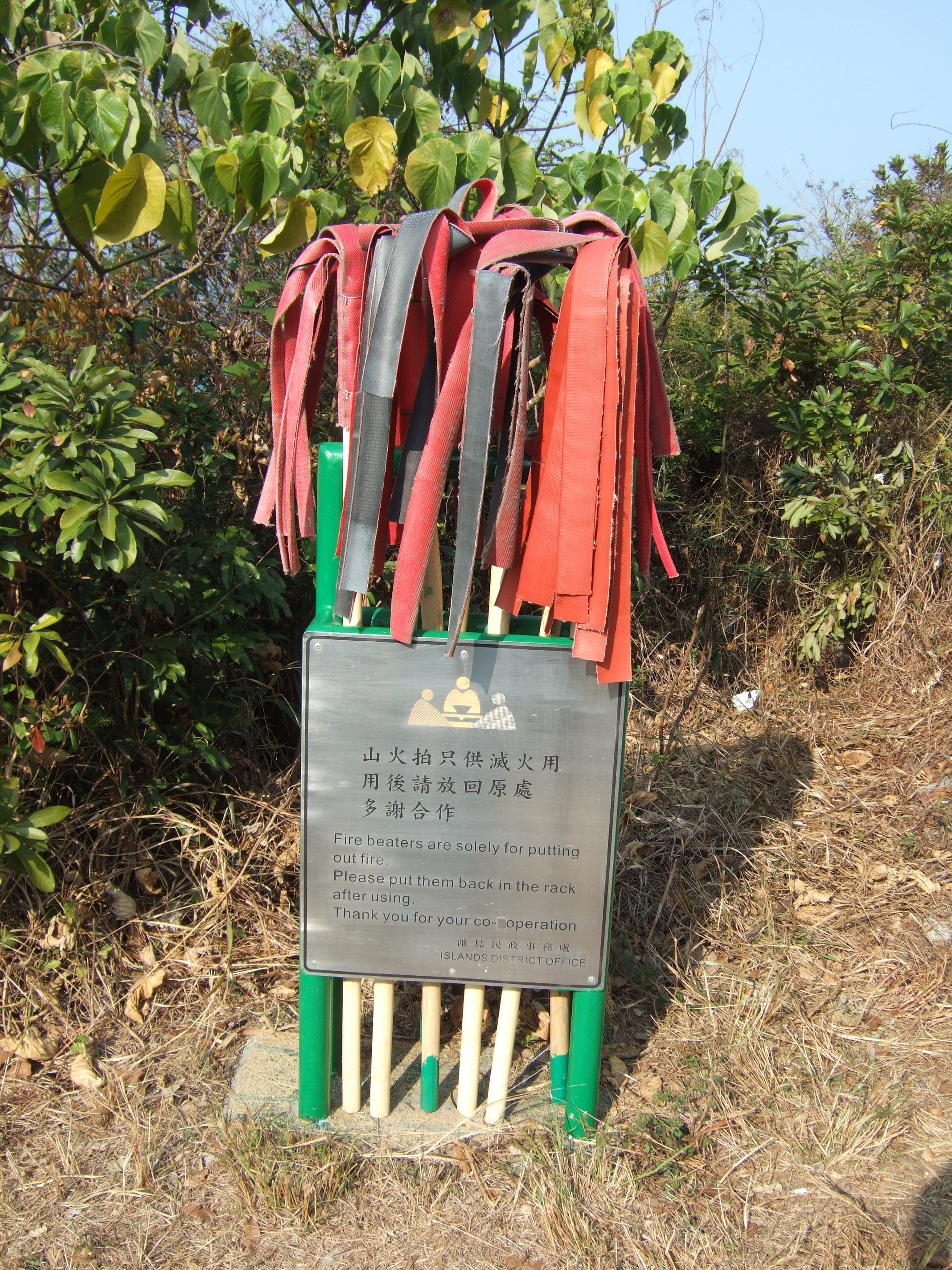
Feuerpatschen auf der Insel Cheung Chau, Hong Kong

Die Feuerpatsche (auch Brandpatsche, Waldbrandpatsche oder Brandklatsche genannt) ist ein einfaches Gerät, das u. a. die Feuerwehr zur Bekämpfung von Flur- und Waldbränden einsetzt.
Es ist einfach handhabbar und sowohl im Fahrzeug als auch vor Ort leicht transportierbar.

## Aufbau
Es handelt sich bei der Feuerpatsche um einen Stab mit einem breiten, flachen Ende, mit welchem Bodenbrände ausgestrichen werden können (siehe Verwendung). Das breite Ende kann mit einer Lederschürze oder mit einzelnen Streifen aus Federstahlblech ausgeführt sein, die ähnlich einem Federbesen fächerförmig aber dicht geschlossen an einem Stiel befestigt werden.

## Verwendung
Flur- und Waldbrände sind für Feuerwehrfahrzeuge bei starker Bewaldung oder unzugänglichem Gelände oft schlecht erreichbar. Da die Feuerpatsche sehr leicht zu transportieren und schnell einsatzbereit ist, ist sie in solchen Situationen ein sehr effektives Hilfsmittel für den Erstangriff, um ein weiteres Ausbreiten des Feuers am Boden zu mindern.
Der Einsatz von Feuerpatschen dient regelmäßig zur Überbrückung der Zeit, bis eine funktionsfähige Löschwasserversorgung und -verteilung aufgebaut ist sowie für ergänzende Löschmaßnahmen. Die Feuerpatsche hat durch den zunehmenden Einsatz wasserführender Fahrzeuge (z. B. Tanklöschfahrzeug oder Tragkraftspritzenfahrzeug mit Wasser) viel von ihrem Charakter als Erstangriffsmittel verloren.
Zur Verwendung der Feuerpatsche ist der Name irreführend, denn obwohl man sagt, dass das Feuer mit ihr ausgeschlagen wird, wird es vielmehr ausgestrichen bzw. ausgewischt. Dabei bewegt man die Patsche über den Feuersaum, drückt sie leicht an den Boden und zieht sie zu sich heran.
Würde man auf das Feuer schlagen, könnte durch den Luftstoß die Glut angeflammt werden und Funken könnten auf den noch nicht brennenden Boden fliegen. Der alleinige Einsatz von Feuerpatschen führt aufgrund der verbleibenden Glutnester oft nicht zum dauerhaften Löscherfolg. Ein Nachlöschen mit Wasser ist daher oft unerlässlich.

## Geschichte
Die Bereitstellung von Feuerpatschen wurde bereits vor rund 200 Jahren für den örtlichen Brandschutz angeordnet. So war festgelegt, dass in jeder Gemeinde „Feuerpatschen oder Löschwischen angeschafft und in brauchbarem Stande unterhalten werden“. Diesbezügliche Anordnungen wurden Anfang des 19. Jahrhunderts hinsichtlich der Brandverhütung gemäß baupolizeilichen Verordnungen in Textform erlassen. Beispielsweise erließ die herzoglich-nassauische Regierung im November 1826 eine solche Verordnung für ihr Herrschaftsgebiet.